# إي. أنطونيو روميرو
إي. أنطونيو روميرو (بالإسبانية: E. Antonio Romero)‏ هو مؤرخ وفيلسوف غواتيمالي، ولد في 1925 في إدارة سولولا في غواتيمالا، وتوفي في 2005.